# Jarkandhaas
De jarkandhaas (Lepus yarkandensis)  is een zoogdier uit de familie van de hazen en konijnen (Leporidae). De wetenschappelijke naam van de soort werd voor het eerst geldig gepubliceerd door Günther in 1875.

## Voorkomen
De soort komt voor in China.